# Lanelater hayekae
Lanelater hayekae là một loài bọ cánh cứng trong họ Elateridae. Loài này được Spilman miêu tả khoa học năm 1985.